# Evel Knievel
Robert Craig Knievel Jr, conegut pel nom artístic de Evel Knievel o Bob Knievel (Butte, 17 d'octubre de 1938 – Clearwater, 30 de novembre de 2007), va ser un doble, acròbata, motociclista i artista dels Estats Units. Durant la seva carrera va fer més de 75 salts sobre motocicletes entre 1965 i 1980, entre els quals un salt malaguanyat en el canyó del riu Snake, a bord del Skycycle X-1, un coet mogut per vapor el 1974.
Les més de 433 fractures òssies que es va fer durant la seva carrera li van valer una entrada al Llibre Guinness dels Rècords Mundials com a l'home vivent amb "més ossos trencats".
Evel va néixer el 1938 a Butte, al Montana, el més gran dels dos fills de la parella Robert E. i Ann Marie Keough Knievel. El seu sobrenom té origen alemany per la part del pare, els quadravis van emigrar d'Alemanya per als Estats Units. Els seus pares van divorciar el 1940, un any després del naixement del segon fill, Nicolas. Tots dos van decidir de mudar-se de Butte amb el divorci.
Els dos germans van ser pujats a Butte pels avis paterns, Ignatius i Emma Knievel. A 8 anys, Evel va assistir a la una presentació del pilot Joie Chitwood, el Joey - Chitwood´s Auto Daredevil´s Show que seria la gran influència en la seva tria de la carrera de motociclista i doble. Després de formar-se en l'ensenyament mitjà, Evel trobà una feina en una mina de coure com a obrer perforador per a l'Anaconda Mining Company, però la seva passió encara eren les motocicletes. Fou despatxat quan perforà una línia elèctrica, que va deixar la ciutat sense electricitat durant diverses hores. Sense feina, va començar a tenir problemes en la ciutat.
Després d'una perseguida policial el 1956 en la qual va tenir un accident amb la seva moto, Evel anà a la presó sota l'acusació de conducció perillosa. Quan el policia de la guàrdia nocturna va ser verificar les cel·les, va veure Knievel en una cel·la i un home dit William Knofel en una altra. Knofel era conegut com a "Awful Knofel" (l"horrible Knofel") per la rima de les dues paraules. Així Knievel va començar a ser anomenat de "Evel Knievel", també per a rimar les paraules. Així, va triar el nom com a nom artístic.
Sempre en recerca de desafiaments, va participar de rodeos locals i esdeveniments d'esquí i fou premiat en un campionat el 1959. Pels volts d'aquesta època, s'allistà a l'exèrcit. A la fi del seu servei militar, va tornar a Butte, on va conèixer la seva primera esposa, Linda Joan Bork. Poc després de casar-se, va entrar a l'equip semiprofessional de hòquei de la ciutat.
Evel Knievel va morir a Clearwater, a la Florida, el 30 de novembre de 2007, a 69 anys. A més de tenir diabetis, patia fibrosi pulmonar idiopàtica (FPI). Ja arrossegava problemes per a respirar en la seva casa i va morir pel camí cap a l'hospital. El diari britànic The Times va publicar que Knievel va ser un dels més grans representats americans de la dècada de 1970. Knievel va entrar en el Motorcycle Hall of Fame el 1999.